# Nicholas Laucella
Nicholas Laucella, nome alla nascita Nicola Laucella (Nusco, 1º luglio 1882 – New York, 3 aprile 1952), è stato un flautista e compositore statunitense.

Nel corso di una carriera musicale professionale che ha attraversato oltre tre decenni ha suonato in concerti come flautista principale con diversi gruppi orchestrali principali tra cui: la New York Philharmonic e l'orchestra della Metropolitan Opera House di New York.

## Biografia

### Primi anni
Nicola Laucella nacque Nicola Laucella nel comune di Nusco, nella provincia italiana di Avellino, appena fuori Napoli. Emigrò negli Stati Uniti con la sua famiglia nel 1895 e si stabilì a New York, a Corona, nel Queens. I suoi primi studi sul flauto iniziarono in Italia e continuarono per altri otto anni dopo il suo arrivo in America. Durante questo periodo seguì anche studi a livello professionale in teoria musicale, armonia e composizione musicale. Il principale mentore di Laucella per il flauto fu il solista tedesco Carl Wehner, che lavorò come flautista principale alla New York Philharmonic dal 1892 al 1900 e come flautista solista nell'Orchestra del Metropolitan (1885-1886).

### Carriera
Da giovane Laucella si esibì per la prima volta in spettacoli con un'orchestra al centro divertimenti dell'Eden Musée di New York che presentava concerti musicali, presentazioni pubbliche di dipinti e film.
La carriera professionale di Laucella prese forma nei primi anni del 1900, quando fu ingaggiato dal compositore d'opera italiano Pietro Mascagni come suo flautista principale durante una tournée di concerti in America e in Canada. Dopo il ritorno a New York Laucella continuò i suoi studi sul flauto con Carl Wehner per diversi anni.

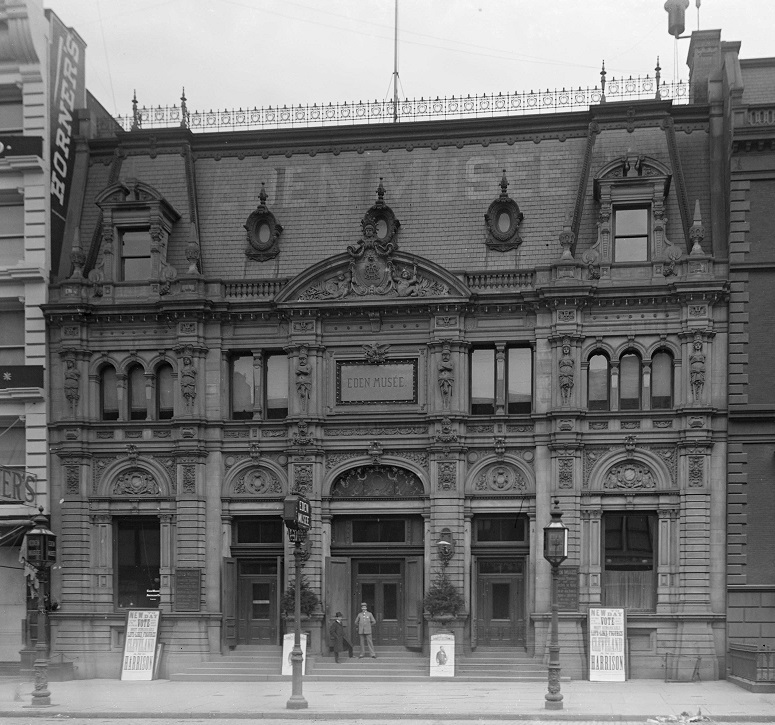
Eden Musée

Nel 1904 Laucella lasciò New York City per accettare un posto per eseguire concerti con la Pittsburg Symphony Orchestra sotto il direttore d'orchestra austriaco Emil Paur. Laucella rimase nello staff dell'orchestra per tre anni fino al 1907.
Dopo essere tornato a New York Laucella fu nominato flautista principale della New York Philharmonic sotto la direzione musicale di Gustav Mahler nel 1909. Prestò servizio fino al 1911 e continuò nei concerti con l'orchestra fino al completamento della Stagione 1918-1919. Oltre ad esibirsi come flautista orchestrale, Laucella compose diverse opere orchestrali durante questo periodo tra cui: Sunday at the Village (1914), Divertimento for Flute, Oboe and English Horn (1914),  Prelude and Temple Dance (1915) e Whitehouse - Impressions of Norfolk (1917).
Nel 1911 apparve sotto la direzione musicale del direttore d'orchestra ceco Josef Stransky nella premier del suo poema sinfonico Consalvo. La composizione è stata ispirata dalla poesia Consalvo (1832) del filosofo Giacomo Leopardi. Laucella dedicò la sua partitura a Josef Stransky, che divenne il nuovo direttore della Filarmonica di New York nel 1911. La prima della composizione fu recensita in The New Music Review che acclamò Laucella come compositore di un'opera musicale concisa, con insolito impegno. Durante questo periodo ottenne ulteriore notorietà come accompagnatore nei concerti del soprano di coloratura spagnolo Maria Barrientos durante un tour di concerti a Worcester, nel Massachusetts. Ricevette anche un riconoscimento per la sua collaborazione con il direttore d'orchestra Joseph Knecht e l'Orchestra Waldorf-Astoria presso il Waldorf Astoria Hotel nel 1916. Anche la sua opera Mokanna fu completata in questo periodo intorno al 1915. Il libretto è di Enrico Golisciani e si basa sul poesia Lalla-Rookh di Thomas Moore.

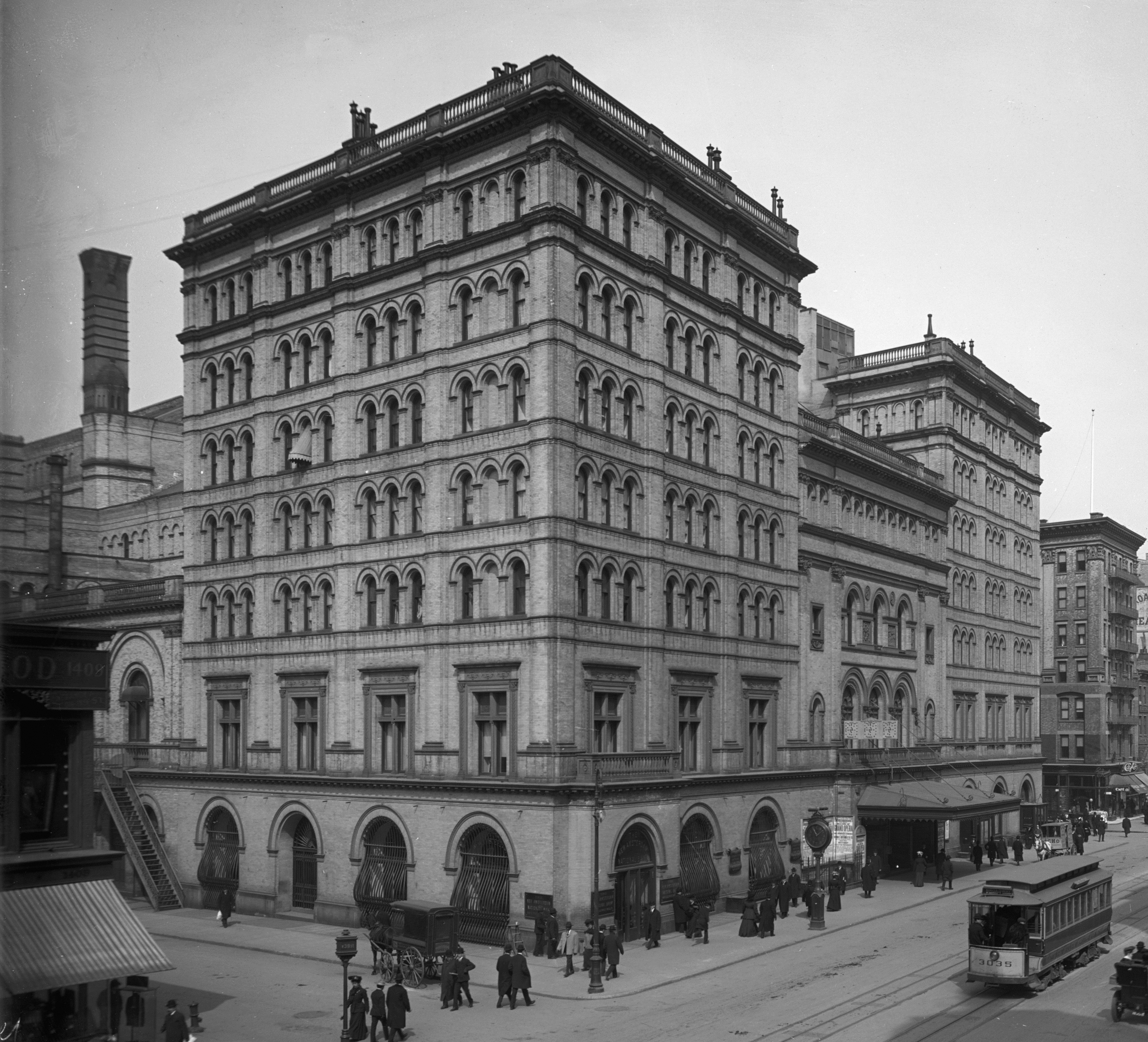
Metropolitan Opera 1905

Sulla base di questi successi Laucella ottenne la posizione di flautista principale presso la Metropolitan Opera Orchestra nel 1919 sotto la direzione musicale di Artur Bodanzky. Continuò a prestare servizio con l'orchestra sotto la direzione musicale di Tullio Serafin fino al 1935. Durante il suo mandato quindicennale con la Metropolitan Opera accompagnò diversi solisti di opera lirica tra cui: Giovanni Martinelli, Lawrence Tibbett e Giuseppe De Luca.
Il talento musicale di Laucella si estese anche oltre il regno della sala da concerto operistica. Negli anni '20 registrò diversi lavori per l'etichetta Victor che comprendevano arrangiamenti del compositore peruviano Daniel Alomía Robles. Come membro del gruppo Trio Italiano, registrò anche diverse canzoni arrangiate per pianoforte, chitarra, flauto, mandolino e baritono. Nel 1930 collaborò con il baritono italiano Giuseppe De Luca in una registrazione del flauto obligato dalla scena "Serenade" nell'opera I gioielli della Madonna per la Victor.

### Morte
Laucella morì il 3 aprile 1952. Il suo contributo alla musica come flautista e compositore è stato documentato nella prima edizione dell'International Who's Who in Music International and Musical Gazetteer.

## Lavori
Tra le composizioni di Laucella ci sono le seguenti opere:
- String quartet (1910)
- Consalvo ( poema sinfonico, 1911)
- Nocturne for Orchestra
- Divertimento per Flauto, Oboe e corno inglese (1914)
- Sunday at the Village (1914)
- Prelude and Temple Dance (1915)
- Mokanna (opera in quattro atti, 1915)
- Fantastic Overture
- The Whitehouse-Impressions of Norfolk (Impressioni sinfoniche, 1917)

## Discografia
Nella discografia di Laucella sono incluse le seguenti registrazioni:
- Gioielli della Madonna: Serenata – Victor (Catalogo n.3055) come flautista principale dell'Orchestra del Metropolitan Opera con il baritono Giuseppe De Luca e il direttore d'orchestra Giulio Setti (1930).
- Diamond Waltz – Victor (Catalogo n. 73863) come membro del gruppo Trio Italiano (1923).
- Maria Maria – Victor (Catalogo n. 77654) come membro del gruppo Trio Italiano (1923).
- La Spiritosa – Victor (Catalogo n.73816) come membro del gruppo Trio Italiano (1923).
- La Palma – Victor (Catalogo n. 72869) come membro di un Quartetto per violino, flauto, chitarra, pianoforte e duetto vocale (1920).
- Aun la Nieve Se Deshace – Victor (Catalogo n. 23691) (1920)
- Loin du Bal – Waltz Movement – Pathe (19??)
- Il bacio – The Kiss – Pathe (19??)
- Funeral March of a Marionette – Pathe (circa 1916–1922)